# Lars In de Betou
Lars In de Betou, född 31 augusti 1962 i Spånga, Stockholm, är en svensk musiker, kompositör och sångtextförfattare.
Han har bland annat skrivit sånger ihop med Anders Lundin. Dessa har utgivits under titeln Känsliga bitar och sänts som musikvideor i SVT:s barnprogram. Paret har också varit med i barnprogram som Gretas TV-program show (med In de Betous dotter, Greta In de Betou, i huvudrollen som Greta) och Planeten Pi.
Han tillhör släkten Indebetou och är gift med skådespelerskan Magdalena In de Betou.

## Diskografi
- Sånger från TV-programmen: Var och varannans värld och Planeten Pi (CD, Philips, 1994)
- Känsliga bitar (CD, Egmont Music, 1999)[5]
- Mycket känsliga bitar (CD/DVD, Gammafon, 2004)[6]
- Regisserade radioprogrammet  ”SKRIV SÅ SPELAR VI” -97-01